# Słownik Blöndala
Islandsk-Dansk Ordbog (pol. Słownik islandzko-duński) – słownik, wydany w 2 tomach. Pierwszy tom w latach 1920–1922 i drugi w 1920–1924.
Głównym autorem słownika był Sigfús Blöndal, a wspierali go: jego żona Björg Caritas Þorláksson (która pomogała najbardziej), Jón Ófeigsson i Holger Wiehe.
Prace nad dziełem rozpoczęły się w 1904 roku. Słownik zawiera większość słów używanych w islandzkim od 1800 roku. Do dziś słownik ten jest największym dwujęzycznym słownikiem języka islandzkiego.
Słownik zawiera około 150 tys. słów, terminów i fraz, jednak ortografia w nim użyta jest obecnie przestarzała i autor nie używa jej konsekwentnie.
Słownik zawiera wiele przykładów użycia, utartych wyrażeń, kolokacji, powiedzeń i idiomów.
W 1980 roku w Rejkjaviku ukazało się 3. wydanie słownika uzupełnione suplementem.
Słownik jest znany pod nazwani Blöndalsbókin (książka Blöndala) i Orðabók Blöndals (słownik Blöndala).
Autor napisał przedmowę do słownika.
Słownik został opublikowany online w 2016 roku.
W 2020 roku, na stulecie wydania, w Islandzkim Muzeum Narodowym została otworzona wystawa na jego temat.